# Chorvatská liga ledního hokeje 2010/2011
Chorvatská liga ledního hokeje 2010/11 byla dvacátouprvní sezónou Chorvatské hokejové ligy v Chorvatsku, které se zúčastnily celkem 4 týmy. Týmy po skončení základní části postoupily do playoff. Ze soutěže se nesestupovalo.

## Systém soutěže
V základní části každé družstvo odehrálo 18 zápasů (3x venku a 3x doma). Všechny týmy po skončení základní části postoupily do playoff. Semifinále se hrálo na 2 vítězné utkání, finále na 3 vítězná utkání.

## Základní část
| Vysvětlivka            |
| ---------------------- |
| Postupující do playoff |

| Poř. | Tým                | Z  | V  | VP | PP | P  | VG  | OG  | B  |
| ---- | ------------------ | -- | -- | -- | -- | -- | --- | --- | -- |
| 1.   | KHL Mladost Zagreb | 18 | 12 | 3  | 1  | 2  | 158 | 68  | 43 |
| 2.   | KHL Medveščak II   | 18 | 13 | 0  | 2  | 3  | 192 | 59  | 41 |
| 3.   | KHL Zagreb         | 18 | 7  | 0  | 1  | 10 | 142 | 113 | 22 |
| 4.   | KHL Sisak          | 18 | 0  | 1  | 0  | 17 | 45  | 297 | 2  |

## Playoff

### Pavouk
|  | Semifinále | Semifinále         | Semifinále |  |  | Finále | Finále             | Finále |
|  |            |                    |            |  |  |        |                    |        |
|  | 1          | KHL Mladost Zagreb | 2          |  |  |        |                    |        |
|  | 4          | KHL Sisak          | 0          |  |  |        |                    |        |
|  |            |                    |            |  |  | 1      | KHL Mladost Zagreb | 0      |
|  |            |                    |            |  |  | 2      | KHL Medveščak II   | 3      |
|  | 2          | KHL Medveščak II   | 2          |  |  |        |                    |        |
|  | 3          | KHL Zagreb         | 0          |  |  |        |                    |        |

### Semifinále
- KHL Mladost Zagreb – KHL Sisak 2:0 (27:1,5:0 kontumace)
- KHL Medveščak II – KHL Zagreb 2:0 (11:4,11:3)

### Finále
- KHL Mladost Zagreb – KHL Medveščak II 0:3 (1:10, 2:10, 9:12)